# Alberto Alejandro Gutiérrez
Alberto Alejandro Gutiérrez (Zumarraga, 24 d'octubre de 1979) és un exfutbolista basc que ocupava la posició de davanter.

## Trajectòria
Format al planter de la Reial Societat, debuta amb el primer equip donostiarra a la campanya 00/01, tot jugant tres partits, als que hi sumaria tres més a la temporada següent.
Però, no té continuïtat en l'equip reialista i continua la seua carrera en equips de Segona B i Tercera: Barakaldo CF, CD Logroñés, Real Jaén o SD Beasain, entre d'altres.